# Shunbajunki
Shunbajunki (舜馬順熙, r. 1237-1248) est un roi des îles Ryūkyū.

## Biographie
Shunbajunki est le deuxième de la lignée Shunten. Il succède à son père Shunten en 1237.
Le règne de Shunbajunki est réputé pour la construction du château de Shuri et l'introduction du système d'écriture japonais kana. Le chinois et les sinogrammes ne sont introduits qu'à peu près un siècle plus tard; même après cette date, les documents gouvernementaux continuent d'être écrit en kana, comme le sont beaucoup des poésies.
Shunbajunki meurt en 1248, et son fils Gihon lui succède sur le trône l'année suivante.

## Sources
- Kerr, George H. (1965). Okinawa, the History of an Island People. Rutland, Vermont: C.E. Tuttle Co. OCLC  39242121
- Shinzato, Keiji, et al. Okinawa-ken no rekishi (History of Okinawa Prefecture). Tokyo: Yamakawa Publishing, 1996. p. 38.

## Source de la traduction
- (en) Cet article est partiellement ou en totalité issu de l’article de Wikipédia en anglais intitulé « Shunbajunki » (voir la liste des auteurs).